# WatchKit
 (juin 2020).
Si vous disposez d'ouvrages ou d'articles de référence ou si vous connaissez des sites web de qualité traitant du thème abordé ici, merci de compléter l'article en donnant les références utiles à sa vérifiabilité et en les liant à la section « Notes et références ».
WatchKit est un framework fourni par Apple pour développer les interfaces des applications pour les Apple Watch. Pour développer avec WatchKit, Apple fournit plus d'information et de ressources dans la bibliothèque WatchKit.
WatchKit contient toutes les classes que l'extension WatchKit utilise pour développer une application.

## Classes
WatchKit offre quelques classes pour une utilisation générale, comme représenter les contrôleurs, les interfaces et les alertes.
- WKAccessibilityImageRegion
- WKAlertAction
- WKExtension
- WKImage
- WKInterfaceController
- WKUserNotificationInterfaceController
- WKInterfaceDevice
- WKPickerItem

Il existe également des classes pour gérer la gestion des fichiers, avec les classes ci-dessous :
- WKAudioFileAsset
- WKAudioFilePlayer
- WKAudioFileQueuePlayer
- WKAudioFilePlayerItem

Enfin, Apple propose un ensemble de classes qui héritent de WKInterfaceObject et qui représente les éléments visuels de l'interface.
- WKInterfaceButton
- WKInterfaceDate
- WKInterfaceGroup
- WKInterfaceImage
- WKInterfaceLabel
- WKInterfaceMap
- WKInterfaceMovie
- WKInterfacePicker
- WKInterfaceSeparator
- WKInterfaceSlider
- WKInterfaceSwitch
- WKInterfaceTable
- WKInterfaceTimer

## Protocoles
Deux protocoles existent dans WatchKit : WKExtensionDelegate et WKImageAnimatable. WKExtensionDelegate  vise à gérer le comportement des extensions WatchKit et WKImageAnimatable contrôle la lecture des images animées.